# Левин, Израиль Соломонович
Израиль Соломонович Левин (30 августа 1908, Москва — 11 сентября 2001, Москва) — советский организатор авиационной промышленности, генерал-майор (1944).

## Биография
Начинал трудовую деятельность в 1927 году учеником клепальщика на московском авиационном заводе № 22 в Филях. Член ВКП(б) с 1928 года. Окончил Академию воздушного флота им. Н. Е. Жуковского в 1931 году. В 1930—1935 годах служил в военно-воздушных силах, затем работал старшим мастером, начальником цеха, заместителем директора московского авиационного завода № 22.
В 1938—1940 годах — директор Иркутского авиационного завода № 125. По инициативе И. С. Левина на заводе была разработана и внедрена стендово-конвейерная сборка самолётов СБ. В результате производительность труда увеличилась в 3 раза, а трудоёмкость на 1 машину составила 18 тысяч человеко-часов, что считалось рекордно низкой цифрой. Первая машина на стенде — бомбардировщик СБ — была собрана за 14 дней. В период его руководства в посёлке построены фабрика-кухня, школа № 34, детский сад № 50, принято решение о строительстве пионерлагеря «Сталинец».
В 1940—1950 годах — директор Саратовского авиационного завода, где руководил организацией производства истребителей Як-1 (1940—1942) и Як-3 (1943).
В июне 1940 года заводу было поручено в трёхмесячный срок освоить серийный выпуск созданного начинающим авиаконструктором А. С. Яковлевым истребителя Як-1. В октябре 1940 года первые три самолёта Як поднялись в воздух. С началом Великой Отечественной войны саратовские авиастроители трудились в напряжённом режиме, поставляя на фронт истребители. 23 июня 1943 года немецкие бомбардировщики в ходе ночного налёта сбросили на завод свыше 100 фугасных бомб весом 500—1000 кг, что привело к разрушению 70 % производственных площадей завода и уничтожению 60 % оборудования, сгорело 10 цехов и 23 железнодорожных вагона с сырьём, 25 человек пострадало (ранено и убито). Коллектив завода продолжил работу под открытым небом. Одновременно с этим восстанавливались корпуса, шла реконструкция, создавались поточно-конвейерные линии, и после 80 суток напряжённого труда выпуск самолётов достиг прежнего уровня. Всего за время войны завод выпустил свыше 13 тысяч истребителей Як-1 и Як-3. В начале 1942 года под руководством И. С. Левина на заводе был осуществлён перевод производства основных агрегатов самолётов на поточно-стендовую сборку, подготовлен переход на механизированные поточные линии с синхронизацией ритма, в результате чего выпуск самолётов в 1942 году увеличился почти в три раза по сравнению с 1941 годом. Внедрение новых технологий литья, штамповки, сварки, поточно-стендовая сборка, организаторская работа в трудовых коллективах обеспечили выпуск 8721 истребителя Як-1 и 4848 истребителей Як-3. По личному заданию маршала Г. К. Жукова, под руководством И. С. Левина на Сталинградском фронте в короткий срок была восстановлена боеспособность этих истребителей в 16-й воздушной армии.
В 1944 году Израилю Соломоновичу Левину было присвоено звание генерал-майора инженерно-технической службы. Отмечен был также и главный инженер завода Григорий Натанович Пивоваров.
В послевоенный период под руководством И. С. Левина на заводе была произведена перестройка производства для выпуска реактивной техники, в 1946 году начат выпуск имеющего цельнометаллическое крыло учебно-тренировочного самолёта Як-11, в апреле 1949 года отправлен в испытательный полёт реактивный истребитель Ла-15. Одновременно с серийным выпуском Ла-15 произведено освоение обладающего более высокими боевыми качествами МиГ-15.
В 1950—1953 годах — заместитель директора отраслевого научно-исследовательского института. В 1970-е годы работал в Министерстве авиационной промышленности СССР, после выхода на пенсию возглавлял совет ветеранов министерства.

## Награды
- Два ордена Ленина (1942, 1945)
- Орден Трудового Красного Знамени (1936)
- Орден Кутузова I степени (1945)
- Медали